# Кетрін Гайр
Кетрін «Кей» Патриція Гайр (англ. Kathryn «Key» Patricia Hire; нар. 26 серпня 1959) — астронавт НАСА. Здійснила два космічних польоти на шатлах: STS-90 (1998, «Колумбія») і STS-130 (2010, «Індевор»), капітан 1-го рангу ВМС США.

## Особисті дані і освіта

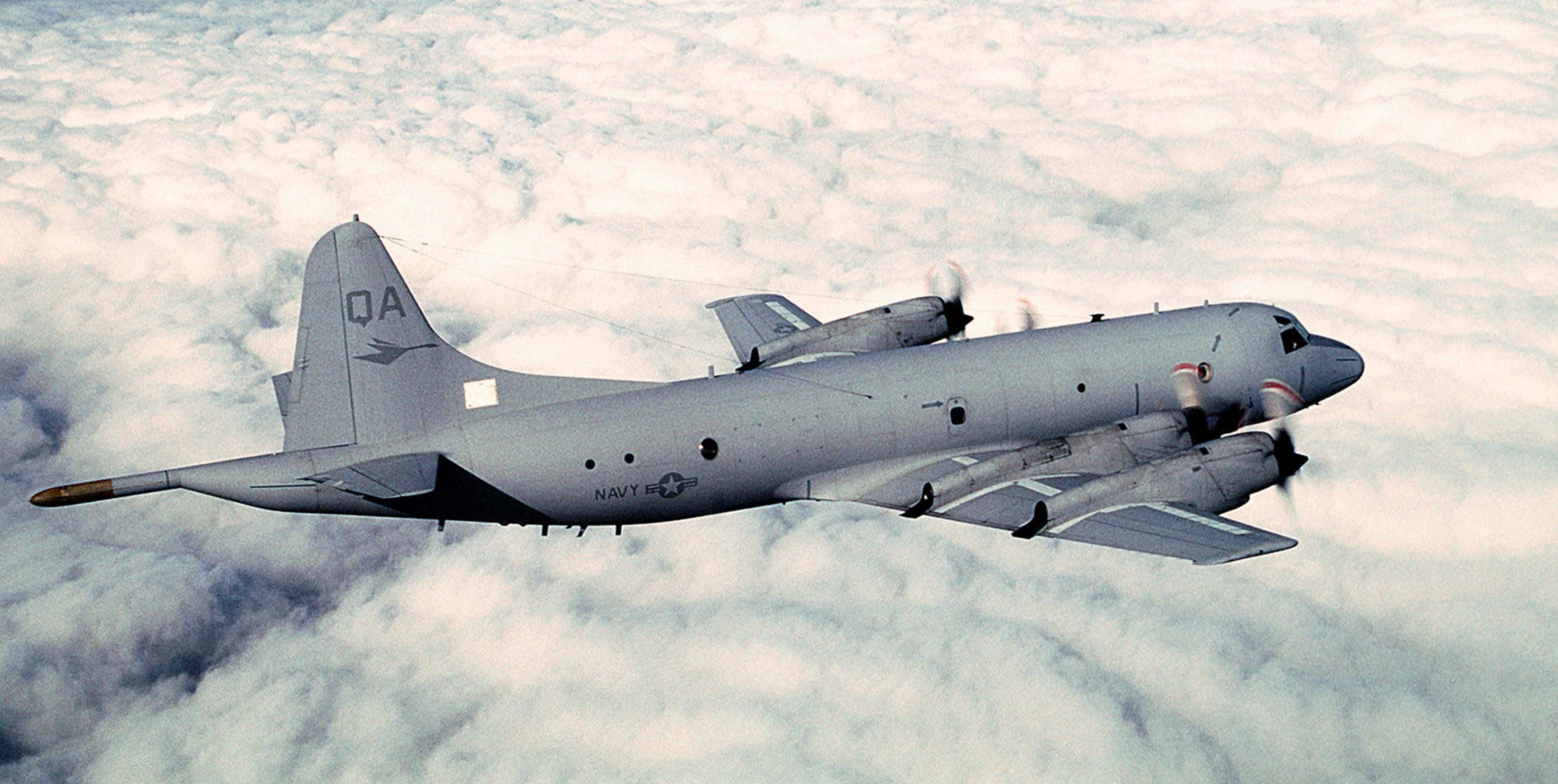
Літак P-3C в польоті.

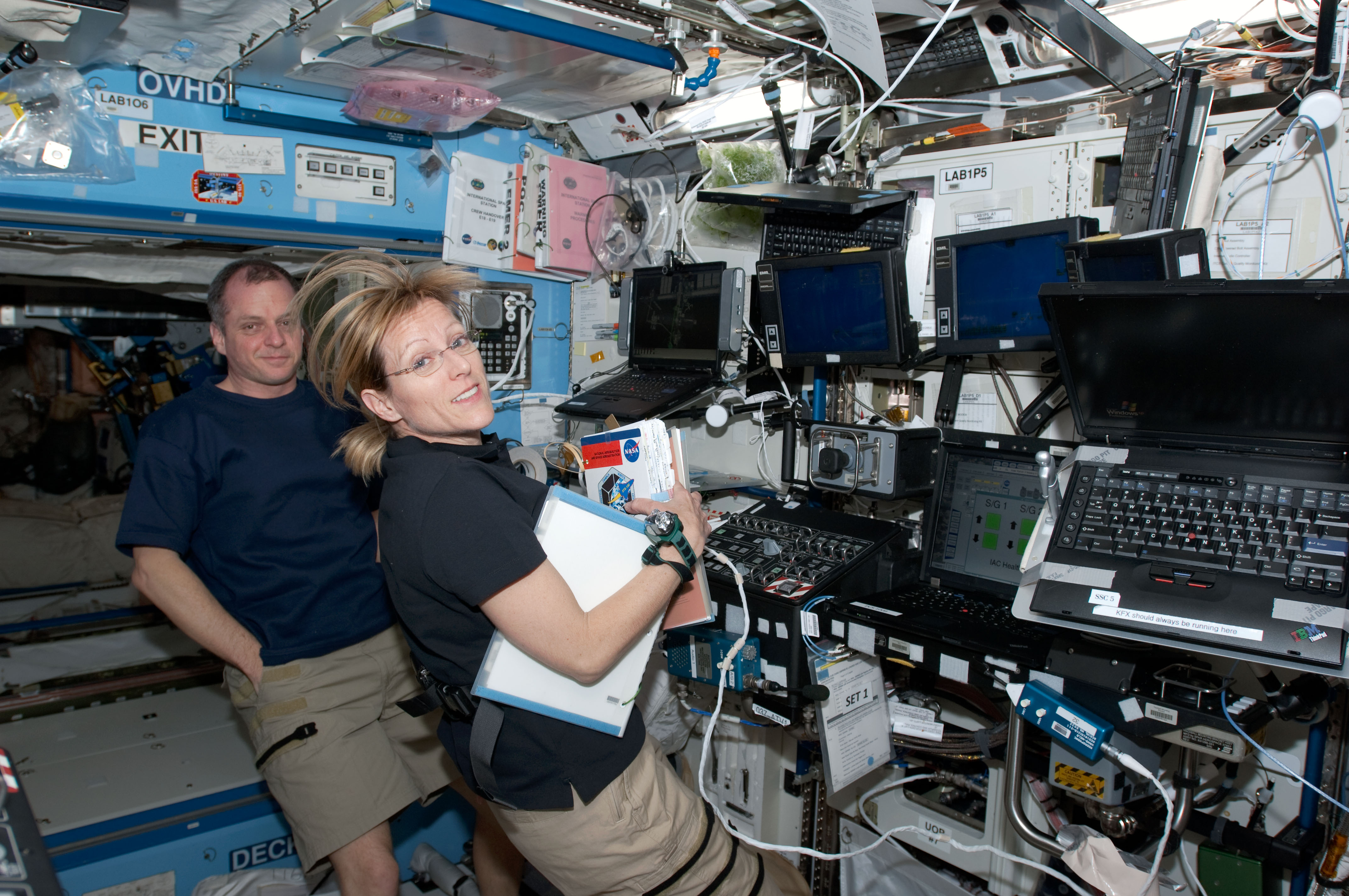
STS-130: у модулі Дестіні.

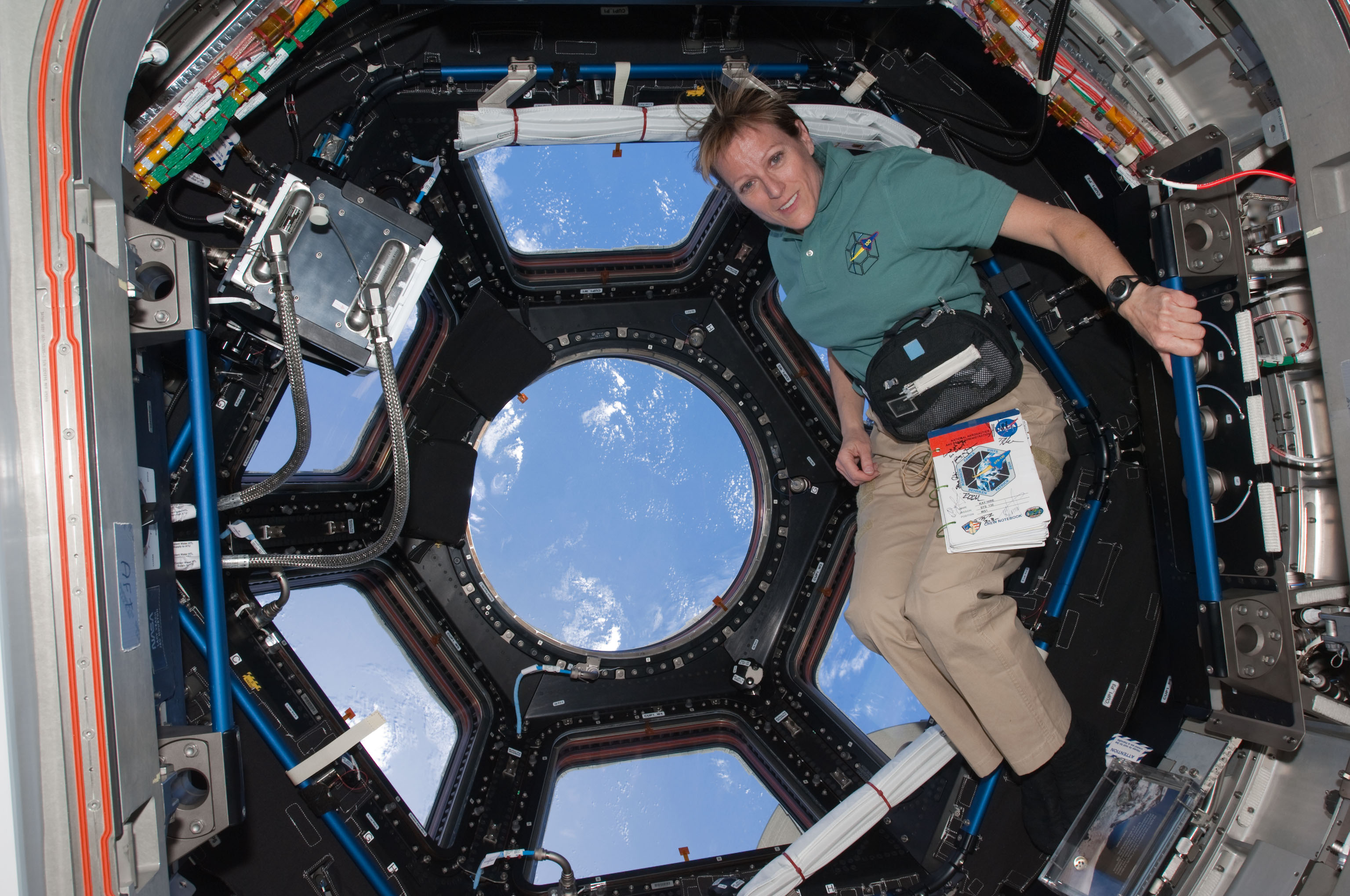
STS-130: у модулі Купол.

Кетрін Гайр народилася 26 серпня 1959 року в місті Мобіл, штат Алабама, де в 1977 році закінчила середню школу. У 1981 році здобула ступінь бакалавра наук у галузі систем управління в Військово-морської Академії США, в місті Аннаполіс (штат Меріленд). У 1991 році здобула ступінь магістра в галузі космічних технологій у Флоридському технологічному інституті.
Захоплюється вітрильним спортом, гірськими лижами, підводним плаванням та риболовлею.

## До НАСА
У 1982 році Гайр була зарахована у військово-морський флот США. Вона брала участь у глобальних океанографічних дослідженнях. Працювала викладачем на авіабазі в Каліфорнії. Вона стала першою американською жінкою-військовим, кого призначили в екіпаж для виконання бойових завдань. У 1993 році почала літати на P-3 (морська розвідка). Брала участь в Операції «Непохитна свобода» і у Війні в Іраку. Має загальний наліт понад 2 500 годин на різних типах літаків.

## Підготовка до космічних польотів
У грудні 1994 року була зарахована у загін НАСА у складі п'ятнадцятого набору, кандидатом в астронавти. З березня 1995 року почала навчання за курсом загальнокосмічної підготовки. По закінченні курсу, у травні 1996 року отримала кваліфікацію «спеціаліста польоту» і призначення в Офіс астронавтів НАСА. Протягом року працювала оператором зв'язку в Центрі управління польотами.

## Польоти в космос
- Перший політ — STS-90[3], шаттл «Колумбія». З 17 квітня по 3 травня 1998 року як «спеціаліст польоту». У вантажному відсіку шаттла, в модулі Спейслеб, проводилися експерименти з впливу мікрогравітації на нервову систему людини. Цілі досліджень — розуміння механізмів, відповідальних за неврологічні та поведінкові зміни у невагомості. Основними завданнями були проведення фундаментальних досліджень в галузі нейронаук та розширення розуміння того, як нервова система розвивається і функціонує в космосі. Дослідження проводилися на щурах, мишах, цвіркунах, равликах, на двох видах риб і на членах екіпажу. Зокрема, експериментально вивчали адаптацію вестибулярного апарату, «адаптаційний синдром», адаптацію та можливі варіанти контролю центральної нервової системи при відсутності сили тяжіння, а також впливу мікрогравітації на поведінку нервової системи. Місія була спільним дослідженням шести іноземних космічних агентств і семи дослідницьких центрів зі США. Загалом, 31 експеримент із впливу мікрогравітації поставили вчені з дев'яти країн. Тривалість польоту склала 15 днів 21 годину 50 хвилин[4].

- Другий політ — STS-130[5], шаттл «Індевор». З 8 по 22 лютого 2010 року як «спціаліст польоту». Доставка і установка на МКС модуля «Транквіліті» («Спокій») і модуля «Купол». Модуль «Транквіліті» — останній американський модуль МКС. У модулі «Транквіліті» розміщуються системи життєзабезпечення екіпажу, туалети і тренажери. Виготовлений в Італії модуль «Купол» пристикований до модулю «Транквіліті». З допомогою лазерного сканера і камери високої роздільності, встановлених на подовжувачі робота-маніпулятора шатла, астронавти провели обстеження теплозахисного покриття днища і кромок крил шаттла. Роботом-маніпулятором шаттла управляли Кетрін Гайр, Ніколас Патрік і Террі Віртс. Після стикування з МКС, Джордж Замку, Кетрін Гайр і Стівен Робінсон, були зайняті перенесенням доставленого на станцію обладнання та матеріалів. На п'ятому дні польоту Террі Віртс і Кетрін Гайр, перебуваючи в модулі «Дестіні» управляли роботом-маніпулятором станції, з допомогою якого п'ятнадцяти тонний «Транквіліті» підняли (початок підйому в 4 години 5 хвилин) з вантажного відсіку шаттла і перемістили до лівого порту модуля «Юніті». О 5 год 56 хв «Транквіліті» був підведений до місця установки на модулі «Юніті», робота була завершена 8 годин 5 хвилин. 13 лютого о 10 год 30 хв Террі Віртс і Кетрін Гайр відповідали на питання кореспондентів Ассошіейтед Прес, CBS News і Рейтер. Астронавти продовжували переносити з шатла на станцію доставлені обладнання і матеріали, а у зворотному напрямку — результати проведених на станції експериментів. Тривалість польоту склала 13 доби 18 год 6 хв[6].

Загальна тривалість польотів у космос — 29 днів 15 год 59 хв.

## Після польотів
У січні 2011 року перейшла на роботу в Центр космічних досліджень імені Джонсона у Х'юстоні, штат Техас.

## Нагороди та премії
Нагороди: Медаль «За космічний політ» (1998 і 2010), Медаль «За відмінну службу» (США), Медаль за похвальну службу (США), Медаль за службу національній обороні (США) (двічі), Експедиційна медаль Медаль «За боротьбу з тероризмом» та багато інших.